# 텍사스 요리

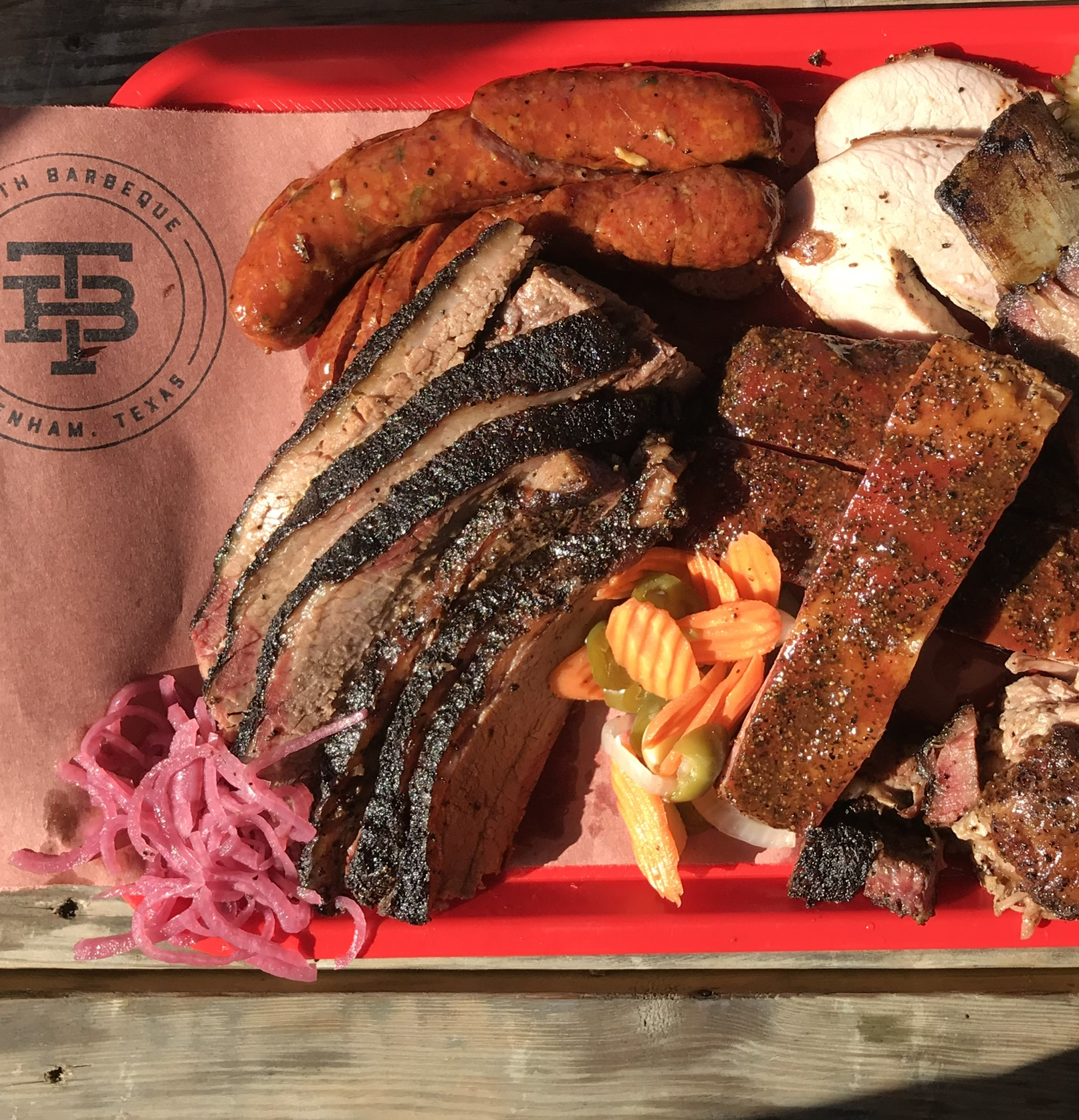
트루스 바비큐에서 제공되는 바비큐 고기 및 소시지

텍사스 요리는 미국 남부 텍사스주와 관련된 음식으로, 이 지역의 미국 남서부 미국 남서부 요리의 영향을 받은 텍스멕스 음식이 포함된다. 텍사스는 넓은 주이며, 그 요리는 테하노/멕시코계, 미국 원주민, 크리올/케이준, 아프리카계 미국인, 독일, 체코, 남부 및 기타 유럽계 미국인 그룹을 포함한 광범위한 문화의 영향을 받아왔다. 이웃 주들의 요리도 뉴멕시코 요리나 루이지애나 크리올 요리처럼 텍사스 요리에 영향을 미친다. 이는 뉴멕시코 칠레, 카옌고추, 타바스코 소스가 텍사스 요리에 널리 사용되는 것에서 볼 수 있다.

## 농업
1880년대에 텍사스와 플로리다의 감귤 재배자들은 루비와 같은 분홍색 과육의 씨 없는 그레이프프루트 돌연변이를 발견했다. 던컨과 같은 초기 품종은 씨가 많고 과육이 연한 색이었다.
텍사스에서 감귤은 리오그란데 밸리의 히댈고군을 중심으로 상업적으로 재배된다. 상업적으로 재배되는 다른 과일 나무로는 복숭아가 있다. 복숭아 생산의 중심지는 파커군이며, 군청 소재지인 웨더퍼드에서는 매년 7월에 파커군 복숭아 축제를 개최한다. 사과는 역사적으로 데이비스 산맥에서만 상업적으로 재배되었는데, 이는 냉각 시간 요건 때문이다. 멜론은 주 전역에서 재배되며, 특히 노스 텍사스에 적합하며 파커군에서 여러 품종이 나왔다. 인근의 와이즈군은 여전히 많은 양의 멜론을 재배한다. 블랙베리와 포도는 뜨겁고 강렬한 여름 날씨에 대한 내성과 상대적으로 해충이 적기 때문에 주에 가장 적합한 작물 중 일부이다.

## 특산물

### 바비큐
텍사스 바비큐는 잎에 싸서 덮인 구덩이에 고기를 천천히 익히는 방법인 바르바코아 요리 기술의 영향을 받았다.
19세기에는 카우보이들이 방목한 소의 질긴 고기를 숯불에 요리하는 기술을 개발했으며, 아프리카계 미국인들이 남동부에서 도착하면서 식민지 시대의 개방형 구덩이 바비큐가 주에 도입되었지만, 나중에는 숯불 대신 간접열을 사용하고 더 훈제된 풍미를 주는 폐쇄형 구덩이 서부식 바비큐로 발전했다.
텍사스 바비큐는 일반적으로 흰 빵, 매운 소스, 피클, 얇게 썬 양파, 할라페뇨와 함께 제공되며, 반찬으로는 핀토콩 또는 감자나 쌀 샐러드, 양배추 슬로가 있다. 바비큐와 함께 제공되는 일반적인 디저트로는 과일 코블러, 바나나 푸딩, 피칸 파이가 있다.

#### 스테이크와 쇠고기
텍사스는 이웃한 미국 남서부 요리 및 미국 서부 요리의 다른 주들과 함께 쇠고기 바비큐를 일찍부터 선호했던 몇 안 되는 주 중 하나이다. 쇠고기 양지머리 (나무 불 "구덩이"에서 천천히 훈제하여 익힌 것)가 가장 일반적인 바비큐이다.
스테이크가 텍사스 바비큐에 미치는 영향은 너무 커서 애니메이션 시트콤 킹 오브 더 힐과 같은 대중문화에서 종종 강조된다. 더 빅 텍산 스테이크 랜치와 같은 텍사스 요리 전문점, 심지어 텍사스 로드하우스와 같은 전국 브랜드도 특히 스테이크를 전문으로 하는 경우가 많다.
텍사스주 내에서는 텍사스 또는 미국 남서부의 소 및 목축 산업을 비방하는 것이 불법이다.

#### 돼지고기
19세기 말, 독일과 동유럽 이민자들은 강하고 때로는 자극적인 향신료와 거친 질감으로 특징지어지는 소시지 제조를 포함한 독특한 요리 전통을 도입했으며, 이는 텍사스 바비큐 문화의 일부가 되었고 훈제 소시지는 서부식 바비큐에서 여전히 인기 있는 요리이다. 초기 미국 전통 통돼지 바비큐와 이후의 갈비 바비큐는 돼지고기로 준비되었다.

### 디저트와 페이스트리

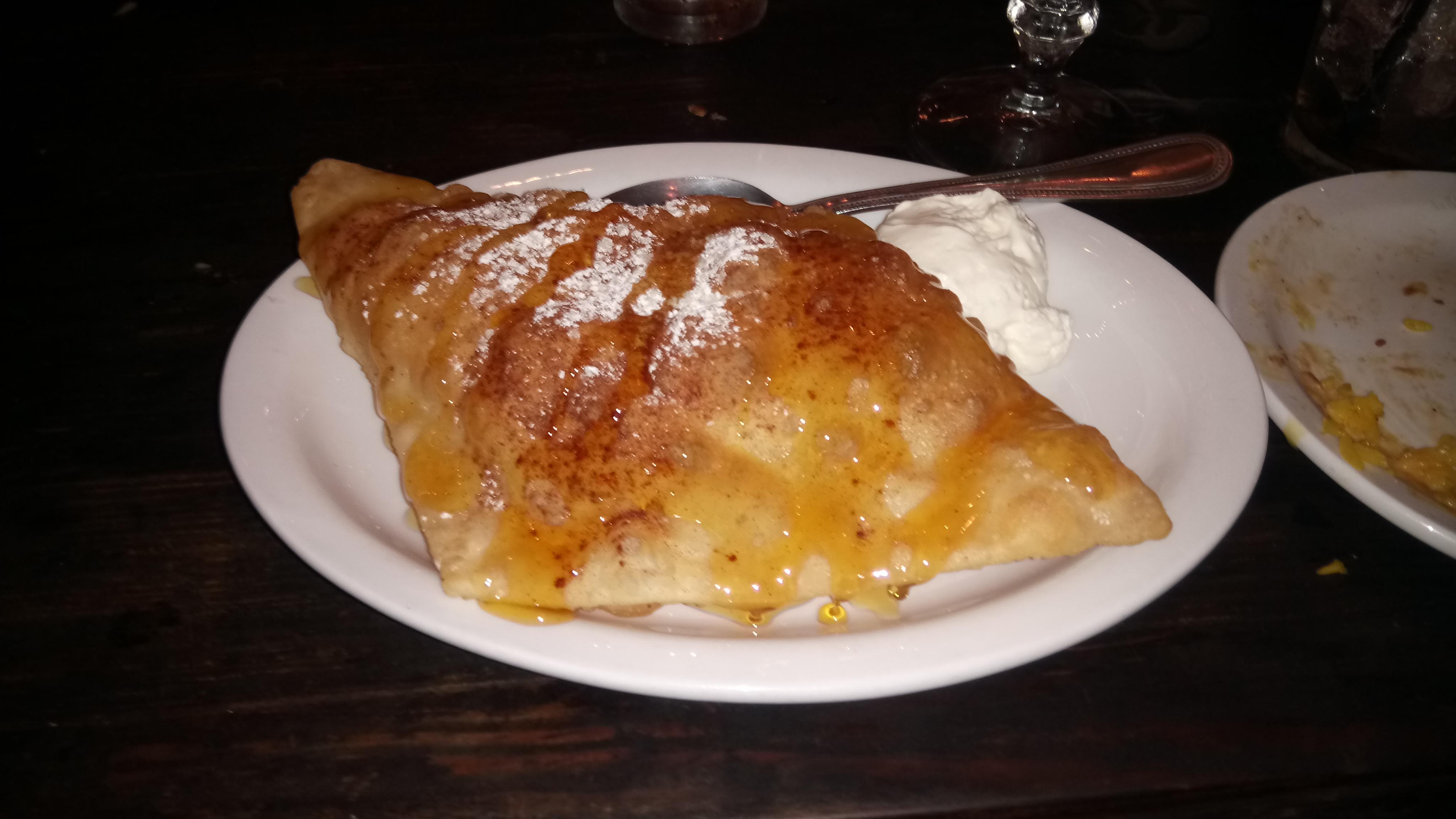
튀긴 소파피야 페이스트리

체코 이민자들은 과일이 채워진 콜라치와 소시지가 채워진 클로바스니키 페이스트리를 포함한 페이스트리 제빵 전통을 가져왔다. 텍사스주의회는 웨스트, 텍사스를 "텍사스주의회 공식 콜라치의 고향"으로, 콜드웰, 텍사스를 "텍사스 콜라치의 수도"로 선언했다. 슈트루델은 유럽 이민자들에 의해 텍사스에 도입되었다.
소파피야는 설탕과 계피로 달콤하게 만든 간단한 튀김 페이스트리 반죽이다. 이 요리는 티과 푸에블로와 프란치스코회 수도사들이 뉴멕시코주 엘패소 이슬레타에서 만든 라드 튀김 페이스트리에서 유래한다. 이 초기 형태의 페이스트리는 최소 1682년까지 거슬러 올라가는데, 그 스타일이 뉴멕시코 요리에서 시작되었기 때문에 텍사스 요리에서 알려진 가장 오래된 페이스트리 중 하나이다.

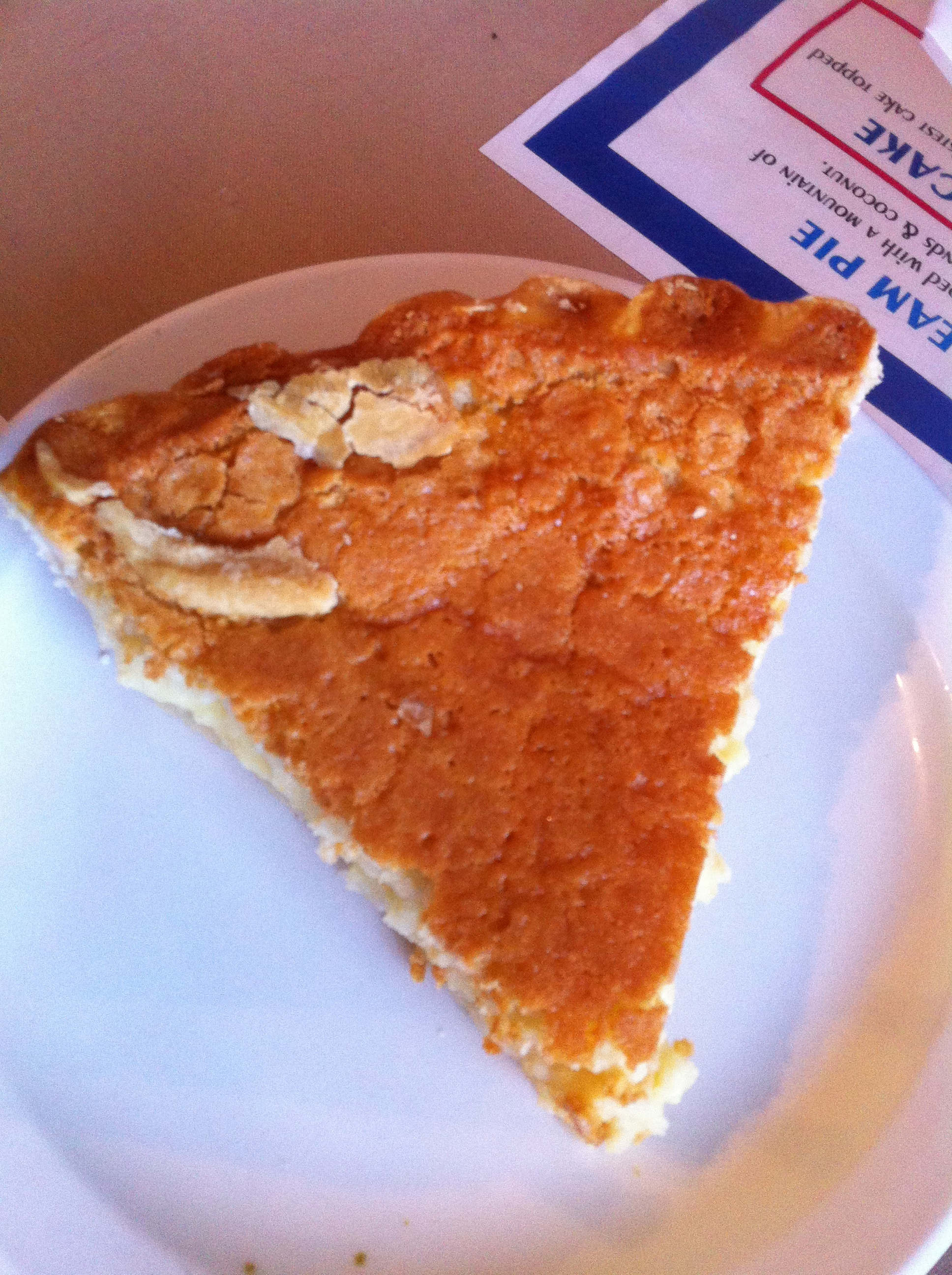
텍사스 피넛 버터 파이

피칸 파이는 텍사스의 공식 주 파이이다. 또 다른 지역 특산물인 피넛 버터 파이의 크러스트는 바닐라 웨이퍼와 땅콩을 부수어 만든다. 속은 우유, 설탕, 땅콩 버터, 옥수수 녹말과 달걀 노른자로 만든 달콤한 땅콩 버터 푸딩이다.
텍사스 시트 케이크라는 용어의 기원은 알려지지 않았지만, 일부는 케이크의 큰 크기나 풍요로움을 의미한다고 추측하고, 다른 일부는 케이크에 버터밀크와 피칸과 같은 텍사스 스타일 재료가 포함되어 있기 때문이라고 믿는다. 이 케이크는 1957년 달라스 모닝 뉴스가 오리지널 레시피를 발표한 이후 미국 전역에서 인기 있는 디저트가 되었다.
피치 코블러는 공식 코블러이다.

### 햄버거
햄버거 발명에 대한 초기 주장 중 하나는 애선스, 텍사스의 플레처 데이비스인데, 그는 텍사스에 사람보다 소가 더 많던 시절 자신의 식당에서 햄버거를 제공했다고 주장했다. 구전에 따르면 1880년대에 그는 애선스에 점심 식당을 열고 튀긴 다진 쇠고기 패티에 머스타드와 버뮤다 양파를 두 장의 빵 사이에 넣고 피클을 곁들인 "버거"를 제공했다.
1904년에 데이비스와 그의 아내 시디가 세인트루이스 세계 박람회에서 샌드위치 가판대를 운영했다는 주장도 있다. 역사가 프랭크 X. 톨버트는 애선스 주민인 클린트 머치슨이 자신의 할아버지가 햄버거를 "올드 데이브"라고도 불리는 플레처 데이비스와 함께 1880년대로 거슬러 올라간다고 말했다고 언급했다.
1904년의 "올드 데이브의 햄버거 가판대" 사진이 이 주장의 증거로 톨버트에게 보내졌다. 또한 뉴욕 트리뷴은 그 가판대에서 햄버거 혁신을 익명으로 인정했다.

### 남부 요리
유럽 정착민과 아프리카계 미국인 노예들은 딥사우스의 요리 전통을 가져왔는데, 여기에는 비스킷, 레드아이 그레이비, 팬에 튀긴 치킨, 블랙아이드피, 매시트 포테이토, 콘브레드 또는 콘 포네, 스위트 티, 그리고 피치 코블러와 피칸 파이와 같은 디저트가 포함된다.
노예 해방 선언 이후에도 많은 전직 노예들은 요리사이자 가정부였음에도 최고급 고기를 살 여유가 없었지만, 소금 돼지고기, 돼지 턱살, 고추, 향신료로 맛을 낸 채소와 콩과 같은 간단한 재료를 숙련되게 준비한 것으로 인정받았다.
이러한 주식들은 사냥 고기, 튀긴 닭고기, 튀긴 메기와 함께 제공되었다. 루이지애나 출신 프랑스 이민자들은 케이준 요리와 루이지애나 크리올 요리의 영향을 도입했다.
일부는 콘도그가 텍사스 주립 박람회에서 상인들에 의해 발명되었다고 주장한다.
남부연합 쿠쉬는 남부연합 군대와 관련된 요리로, 1863년 한 텍사스 원주민이 그 조리법을 다음과 같이 묘사했다: "작은 양의 지방 베이컨을 잘게 썰어 프라이팬에 넣고, 기름을 모두 빼낸 다음, 1쿼트의 물을 넣고 끓으면 차가운 옥수수 빵을 부수어 넣고 마를 때까지 젓는다."
튀긴 오크라는 텍사스를 포함한 미국 남부 전역에서 전형적인 반찬이다.

## 퓨전 요리

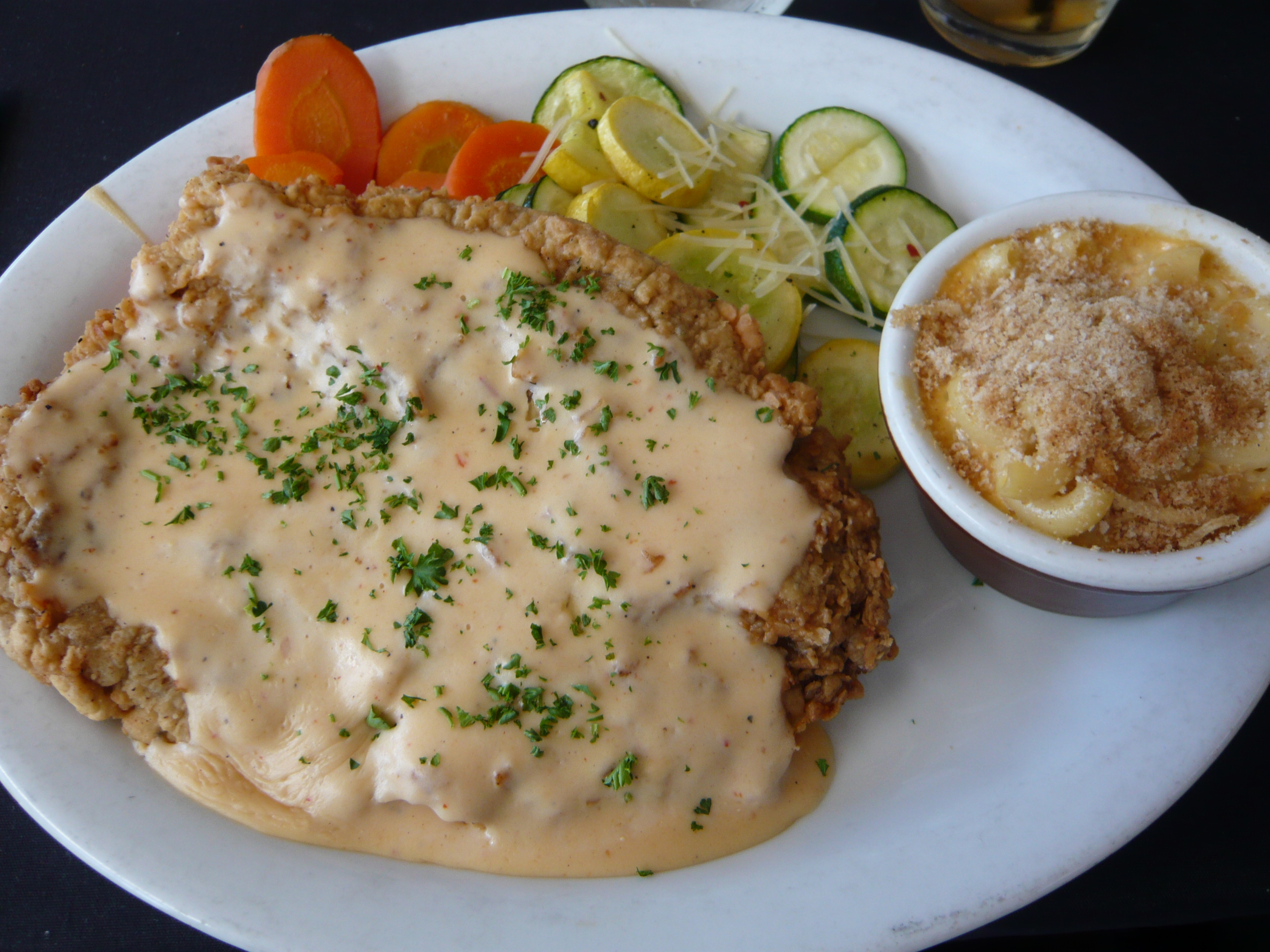
오스틴 문샤인 그릴에서 제공되는 크림 그레이비를 곁들인 치킨 프라이드 스테이크

프랑스와 스페인의 식민지 통치 시대부터 텍사스에서 민족 집단 간의 관계는 역사 내내 긴장되었지만, 이러한 적대감에도 불구하고 그들은 다양한 요리를 즐기고 빌려온 재료를 자신들의 요리에 통합하여 텍사스의 다양하고 풍부한 음식 문화에 기여했다.
텍스멕스는 텍사스에서 가장 잘 알려진 퓨전 요리이지만, 체코, 한국, 인도 등 약 30개 민족 집단의 기여로 이루어진 많은 다른 요리들이 있다. 한국 도넛 가게는 할라페뇨 콜라치를 팔고, 인도인들은 차트니를 곁들인 파히타를 만들며, 체코-텍스 스타일의 핫도그는 자우어크라우트와 칠리 콘 카르네를 모두 얹는다. 불고기와 반미 버거와 같은 다른 퓨전 요리도 찾아볼 수 있다.
치킨 프라이드 스테이크의 기원은 알려지지 않았다. 러미사, 텍사스가 이 요리의 발원지라고 주장된다. 릭 페리 주지사는 2011년에 이곳을 "치킨 프라이드 스테이크의 발상지"로 선언했다. 러미사는 매년 4월에 치킨 프라이드 스테이크 축제를 개최한다. 다른 견해로는 이 요리가 텍사스와 중서부의 목축 지역에서 발전했거나, 독일 슈니첼의 변형이라는 주장도 있다.

### 텍스멕스
텍스멕스는 쇠고기와 매우 맵고 작은 칠테핀 고추를 많이 사용하는 전통적인 멕시코 북동부 요리를 결합한 요리 스타일을 말한다. 타코, 엔칠라다, 토스타다가 쌀과 콩과 함께 제공되는 조합 플레이트는 전통적인 멕시코 요리에서는 찾아볼 수 없다.
이러한 관습은 멕시코계 미국인 요리사들이 작은 개별 요리를 먹는 전통적인 방식보다는 한 접시 가득 채워 먹는 것을 선호하는 고객들을 위해 음식을 조리하면서 발전했다.
고추 가루의 상업적 제조는 1890년대 텍사스에서 시작되었다. 오늘날 칠리는 공식 주 요리이다. 텍사스는 칠리 콘 카르네의 변형으로 유명하다.
텍사스 칠리는 일반적으로 매운 고추와 쇠고기(또는 때로는 사슴고기와 같은 사냥 고기)로 만들어지며, 때로는 핀토콩을 반찬으로 또는 칠리 자체에 넣어 제공되기도 한다.
이 요리는 신선하거나 절인 할라페뇨, 생양파 또는 부서진 소다 크래커를 포함한 다양한 고명으로 장식할 수 있다. 두꺼운 칠리 그레이비는 타말레와 엔칠라다 위에 제공된다.
프랭크 X. 톨버트의 1953년 레시피에는 쇠고기 신장 두태기름, 안초 고추, 오레가노, 마늘, 쿠민, 카옌고추로 양념한 척 스테이크와 같은 스튜용 살코기가 포함되어 있었다.
아침 식사 메뉴로는 밀가루 토르티야 타코에 스크램블드에그를 넣은 미가스와 후에보스 콘 초리조, 후에보스 란체로스, 그리고 다양한 고기로 채워진 엠파나다가 있다.
킹 랜치 캐서롤은 닭고기, 크림 오브 머쉬룸과 닭고기국, 치즈, 토르티야 칩으로 만들어진다.
주요리는 일반적으로 팬에 튀긴 감자와 리프라이드 빈스를 곁들인다.
텍스멕스 요리에 일반적으로 사용되는 재료로는 염소, 닭, 돼지고기, 쇠고기, 사슴고기, 달걀, 치즈, 우유, 콩, 마사 하리나, 고추, 초콜릿, 그리고 다양한 향신료가 있다.
두툼한 타코는 깊게 튀긴 수제 옥수수 토르티야로 만들어지며 쇠고기 피카디요와 함께 제공되는 샌안토니오 특산물이다.
판 데 캄포는 공식 주 빵이다. "카우보이 빵"이라고도 불리는 이 간단한 레시피는 전통적으로 더치 오븐에서 구워졌다.
디저트로는 플랜, 트레스 레체스 케이크, 소파피야 및 프랄린이 있다.

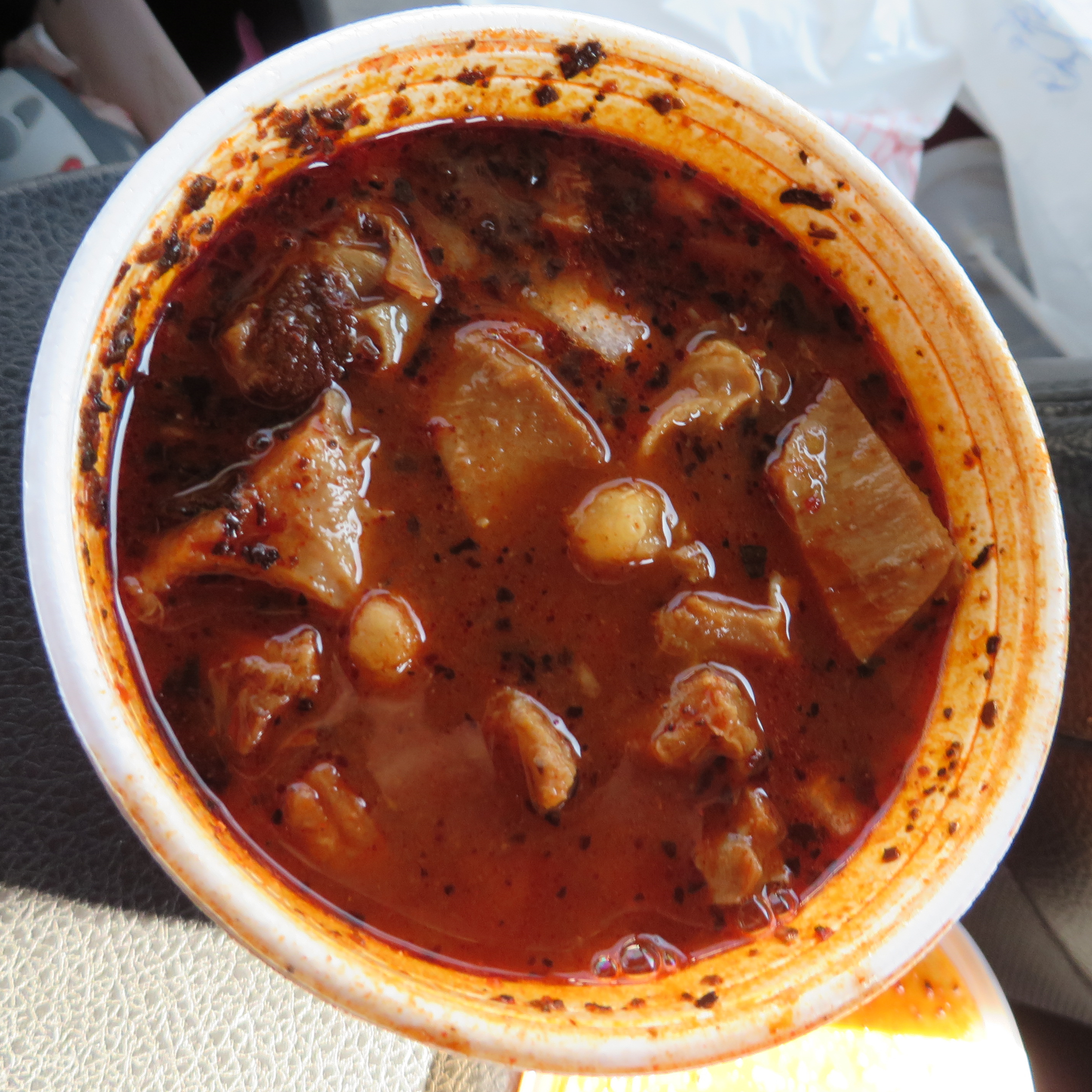
전통적인 소 내장 스튜인 메누도

1930년대 목장 지대에서는 소를 도축한 후 가죽, 머리, 내장, 그리고 스커트와 같은 고기 조각이 멕시코 카우보이인 바케로들에게 급여의 일부로 주어졌다.
바르바코아 데 카베사 (구운 머리), 메누도 (내장 스튜), 그리고 파히타 또는 아라체라스 (구운 스커트 스테이크)와 같은 푸짐한 요리들은 이러한 관행에서 유래한다. 도체당 스커트의 수가 제한적이고 상업적으로 구할 수 없는 고기였기 때문에 파히타 전통은 수년 동안 지역적이고 비교적 알려지지 않았으며, 아마도 바케로, 정육점 주인, 그리고 그들의 가족들에게만 친숙했을 것이다. 현대적인 "파히타"는 1969년 카일, 텍사스의 카운티 박람회에서 소니 팔콘에 의해 소개되었으며, 그는 나중에 오스틴에 파히타를 주 메뉴로 제공하는 레스토랑을 열었다.
텍스멕스 요리와 관련된 다른 요리로는 과카몰레, 칠레 콘 케소, 붉은 살사를 곁들인 토스타다, 토르티야 수프, 나초, 타코, 케사디야, 치미창가, 부리토, 카르네 기사다 등이 있다.

## 주목할 만한 식당
지금은 없어진 커비의 피그 스탠드는 미국 최초의 드라이브인 식당이었다. 창립자 제시 G. 커비는 댈러스의 잠재적 투자자들에게 사람들이 차에서 내리지 않고 주문하고 식사할 수 있는 일종의 길가 식당으로 제안했다고 한다. 이 식당은 구운 돼지고기, 피클 렐리시, 바비큐 소스로 만든 "피그 샌드위치"를 제공했다.

## 음식 및 음료 산업
닥터페퍼는 웨이코에서 설립되었다. 샤이너, 텍사스에 있는 스포에츨 양조장은 텍사스에서 가장 오래된 독립 양조장이며, 주력 상품인 샤이너 보크를 포함한 샤이너 맥주를 생산한다. 프로즌 마가리타 기계는 댈러스에서 마리아노 마르티네즈에 의해 발명되었다.
프리토레이는 플레이노에 본사를 두고 있으며, 텍사스 칠리에 콘칩과 치즈를 얹은 요리인 프리토 파이는 대규모 행사에서 인기 있는 레시피이다.
블루 벨 크리머리는 브렌햄에 설립되고 본사를 둔 유명한 아이스크림 제조업체이다.
왓어버거는 1950년 코퍼스크리스티에서 설립된 패스트푸드 체인으로, 텍사스의 "국민 햄버거"라고도 불리는 동명의 왓어버거 샌드위치를 판매한다. 왓어버거는 2025년 기준 텍사스에 약 700개의 지점을 보유하고 있으며, 이는 맥도날드를 제외한 다른 햄버거 전문점 중 가장 많다.